# Dryoathyrium chingii
Dryoathyrium chingii là một loài dương xỉ trong họ Athyriaceae. Loài này được W.M. Chu mô tả khoa học đầu tiên năm 1991.
Danh pháp khoa học của loài này chưa được làm sáng tỏ. 